# King Biscuit Flower Hour Presents Kansas
King Biscuit Flower Hour Presents Kansas – trzeci album koncertowy amerykańskiego zespołu rockowego Kansas, wydany w 1998 roku.  W 2003 roku album został wydany ponownie pod zmienioną nazwą Greatest Hits Live.

## Lista utworów
1. "Magnum Opus"   – 2:12
2. "One Big Sky"   – 6:11
3. "Paradox"   – 4:11
4. "Point of Know Return"   – 5:16
5. "The Wall"   – 6:04
6. "All I Wanted"   – 5:29
7. "T.O. Witcher"   – 1:42
8. "Dust in the Wind"  – 4:27
9. "Miracles Out of Nowhere"   – 6:47
10. "The Preacher"   – 4:57
11. "House on Fire"  – 12:12
12. "Carry on Wayward Son"  – 6:26

## Twórcy
- Phil Ehart - perkusja
- Billy Greer - gitara basowa
- Steve Morse - gitara
- Steve Walsh - śpiew, instrumenty klawiszowe
- Rich Williams - gitara